# Eclipsi de Sol

Geometria d'un eclipsi total de Sol (no a escala)

Fotografia de l'eclipsi total del 1999

Vist des de la Terra, un eclipsi solar succeeix quan la Lluna passa entre el Sol i la Terra, i la Lluna cobreix totalment o parcial el Sol en una posició concreta de la Terra. Això només pot passar durant la fase de lluna nova, quan el Sol i la Lluna estan en conjunció vist des de la Terra. Com a mínim ocorren dos eclipsis solars anualment, tot i que aquest nombre pot arribar fins a cinc. Tanmateix, d'aquests només dos, com a màxim, poden ser totals. Els eclipsis solars totals són estranys en un punt particular perquè l'ombra de la Lluna només segueix un camí curt al llarg de la superfície.
Hi ha gent, coneguda com a "caçadors d'eclipsis", que viatgen a llocs remots per observar un eclipsi solar central predit (vegeu-ne Tipus més avall). L'eclipsi solar de l'11 d'agost del 1999 a Europa va ajudar a augmentar la coneixença pública del fenomen, que al seu torn va provocar molts viatges fets específicament per veure l'eclipsi solar del 3 d'octubre de 2005 anular, i el del 29 de març de 2006. L'últim eclipsi solar total va ser l'eclipsi solar del 20 de març de 2015.
Un eclipsi solar total és un fenomen natural. Tanmateix, en èpoques antigues, i en algunes cultures actualment, els eclipsis solars s'han atribuït a causes sobrenaturals. Un eclipsi total pot fer por a gent sense el coneixement de les explicacions astronòmiques, ja que sembla que el Sol desaparegui durant el dia i el cel s'enfosqueixi en qüestió de minuts.

## Tipus d'eclipsi solar
Hi ha tres tipus d'eclipsi:
- Parcial: la Lluna no cobreix per complet el disc solar, que apareix com un creixent.
- Total: des d'una franja (banda de totalitat) en la superfície de la Terra, la Lluna cobreix totalment el Sol. Fora de la banda de totalitat l'eclipsi és parcial.
- Anular: es dona quan la Lluna es troba prop de l'apogeu i el seu diàmetre és menor que el solar, de manera que, en la fase màxima, roman visible un anell del disc del Sol. Açò ocorre en la banda d'anularitat; fora d'ella l'eclipsi és parcial. L'últim eclipsi anular que va afectar l'estat espanyol ocorregué el 3 d'octubre de 2005.

## Grandàries
L'eclipsi total de Sol existeix per una extraordinària coincidència. Els discos del Sol i la Lluna, vistos des de la Terra són quasi iguals; l'un i l'altre a penes sobrepassen el mig grau. Estant el Sol 400 vegades més lluny que la Lluna, és 400 vegades més gran. El semidiàmetre del Sol és 16'1": varia en el transcurs d'un any, per ser el·líptica l'òrbita de la Terra al voltant del Sol des de 15' 45" a 16' 17". Mentre que el semidiàmetre lunar és de 15' 32": varia per idèntica raó entre 14' 43" i 16'26" durant un mes lunar. Només durant una fracció de l'òrbita lunar, quan la Lluna està prop del perigeu, té prou grandària per a causar un eclipsi de Sol total.

## Inclinació de l'òrbita
En un eclipsi els centres del Sol, la Terra i la Lluna estan alineats o quasi alineats: està la Lluna sempre prop de la línia que unix la Terra i el Sol. Si l'òrbita de la Lluna estiguera sobre l'eclíptica (pla de l'òrbita de la Terra), cada mes donaria lloc a un eclipsi de sol durant la lluna nova i a un eclipsi de lluna durant la lluna plena al cap d'uns 15 dies. En realitat el pla de l'òrbita lunar està inclinat respecte a l'eclíptica un angle de 5° 08′ 13″, la qual cosa motiva que, la majoria de les vegades, la Lluna passe per damunt o per davall del Sol o per dalt o davall del con d'ombra de la Terra sense que tinga lloc l'eclipsi. Només hi haurà eclipsis en les sizígies (paraula que engloba les conjuncions i oposicions del Sol i la Lluna) quan el Sol estiga prop dels nodes de la Lluna o punts en què l'òrbita lunar talla l'eclíptica. Est nom prové del fet que els eclipsis sempre ocorren en la proximitat de tal pla.
Si l'alineació és prou perfecta, la Lluna està molt prop del node durant la sizígia, o la seua latitud no excedeix d'un determinat valor, ocorre un eclipsi total. Si la coincidència no és completa per no estar la Lluna sobre l'eclíptica, encara que sí que prop d'ella, es produeix un eclipsi parcial i queda el sol parcialment ocult per la lluna (eclipsi parcial de sol) o està parcialment immersa en el con d'ombra de la Terra (eclipsi parcial de lluna).

## El saros
Aquesta sèrie de condicions són motiu que els eclipsis siguen fenòmens rars que es reproduïxen al cap de 223 llunacions, o sigui, 18 anys i 11 dies, període de saros que és múltiple comú de dues de les diferents revolucions lunars.
En un any hi ha dos estacions d'eclipsis quan el Sol passa prop dels nodes. Al llarg d'un any no poden ocórrer menys de dos eclipsis, que seran obligatòriament de sol, ni més de 7: 5 de sol i 2 de lluna, 4 de sol i 3 de lluna, 2 de sol i 5 de lluna. Hi ha 8 eclipsis cada 6 llunacions, que es denominen sèries curtes. Després d'un període de saros, hi ha un eclipsi homòleg molt semblant, però que va evolucionant al llarg dels distints saros, formant una sèrie llarga que pot durar uns 1.280 anys.

## Importància històrica dels eclipsis
Hi ha nombroses referències històriques d'aquest tipus de fenòmens en diferents èpoques i cultures; així consten documentats eclipsis l'any 709 a. C. a la Xina o al 332 a. C. a Babilònia. L'eclipsi solar més antic del que hi ha constància va succeir a la Xina el 24 d'octubre de 2137, i pel que sembla va costar la vida als astrònoms reals Hsi i Ho, els quals no van saber predir-ho a temps.
Heròdot va explicar a la seva obra Història' que, en el sisè any d'enfrontaments entre lidis i medes, el dia es va convertir en nit durant el transcurs d'una batalla. En conseqüència, i sorpresos per l'esdeveniment, tots dos bàndols van deixar de barallar-se i van concloure la pau. Els astrònoms han determinat que, si aquest fenomen va ser un eclipsi, aquest va tenir lloc el 28 de maig de l'any 585 aC, significant el dia exacte més antic amb què es pot datar amb absoluta certesa un fet històric. El mateix Heròdot va esmentar que Tales de Milet havia predit l'eclipsi, per la qual cosa se'l sol anomenar eclipsi de Tales.
Els eclipsis de sol i lluna han representat molt per al desenvolupament científic. Els primers que van registrar-ne foren els astrònoms xinesos cap al 1200 aC. Van ser els grecs els qui van descobrir el període saros, que els va permetre predir eclipsis. D'altra banda Aristarc de Samos (310 aC-230 aC) va determinar per primera vegada la distància de la Terra a la Lluna per mitjà d'un eclipsi total de lluna. Hiparc (194aC-120aC) va descobrir la precessió dels equinoccis basant-se en eclipsis lunars totals prop dels equinoccis i en unes taules per al Sol, i va millorar la determinació de la distància de la Terra a la Lluna realitzada per Aristarc. Kepler va proposar usar els eclipsis de lluna com un senyal absolut per a mesurar la longitud geogràfica d'un lloc sobre la terra. Cap a 1700 els astrònoms arriben a la conclusió que els eclipsis antics observats per xinesos, caldeus i àrabs eren incompatibles amb la duració del dia actual. Les marees havien allargat el dia 1,45 mil·lisegons cada segle i en 20 segles el retard acumulat és d'unes 3 hores. Durant el segle xix es produïx un gran avanç en espectroscòpia, que permet descobrir l'heli al Sol i Einstein resol l'enigma de l'excessiu avanç del periheli de Mercuri i la curvatura de la llum prop del Sol. Els eclipsis del sol són una brillant confirmació de la teoria de la relativitat.
Durant el segle xix es produeix un gran avenç en espectroscòpia que permet descobrir l'heli al Sol i Einstein resol l'enigma de l'excessiu avanç del periheli de Mercuri i la curvatura de la llum prop del Sol.

## Circumstàncies locals

Esquema d'un eclipsi

Els eclipsis de sol i lluna es diferencien en dos aspectes fonamentals:
els eclipsis de lluna són:
- Fenòmens objectius
- Iguals i únics per a tots els observadors

Els eclipsis de sol són:
- Fenòmens subjectius
- Distints per a cada observador local

Això significa que l'eclipsi de lluna és objectiu perquè la Lluna il·luminada pel Sol entra en el con d'ombra de la terra durant l'eclipsi i deixa de rebre la radiació solar. El sòl lunar (de la cara visible i en la part de la Lluna que entra en l'ombra) pateix en poques hores una fluctuació de temperatura que oscil·la entre 130 °C i -100 °C, mentre que la cara oculta només pateix aquesta oscil·lació lentament cada 29,5 dies.
Suposem el pol format per l'observador que té la Lluna en el seu zenit en el moment de l'eclipsi de lluna. Tots els observadors d'aquest hemisferi veuen l'eclipsi de lluna i el veuen tots igual. És prou la descripció d'un observador per a ser fidel reflex del fenomen.
Al contrari, els eclipsis de sol són fenòmens subjectius perquè resideix en la sensació de l'observador i no en l'objecte eclipsat, el Sol.
Un observador que gaudeix d'un eclipsi total de sol viu sobre la Terra en una zona circular d'uns 200 km de diàmetre. La rotació de la Terra s'encarrega que esta zona es vaja desplaçant per la superfície de la Terra sempre de W a E, formant una banda de totalitat. Fora d'ella els observadors parlaran d'eclipsi parcial, i més lluny encara el Sol haurà brillat com cada dia. Així, les característiques del fenomen i l'hora en què ocorre són distintes per a cada observador.
Naturalment en la zona eclipsada de la Terra la falta de radiació solar produeix una sèrie de fenòmens objectius, com disminució de temperatura, vents per diferència de temperatures amb la zona no eclipsada, etc.

## Fotografia d'eclipsis solars

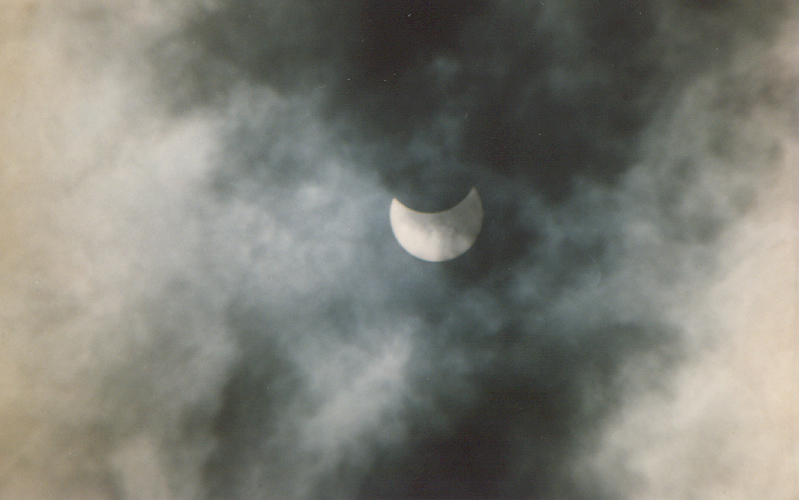
Fotografia amb protecció de filtre i dels núvols de la fase parcial abans de l'eclipsi total de l'11 de juliol de 1991, Guanacaste, Costa Rica.

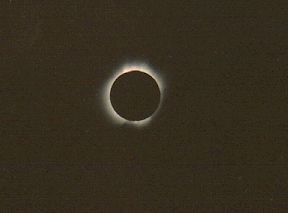
Fase de totalitat de l'eclipsi total de l'11 de juliol de 1991, vista des de Guanacaste, Costa Rica. Aquesta és l'única fase en què es pot observar i fotografiar el sol directament.

La fotografia d'un eclipsi solar és una de les activitats astronòmiques més fructíferes i alhora més perilloses. Es diu que és fructífera perquè, si s'ha tingut cura a l'hora d'estrènyer el disparador, el resultat serà òptim.
Però alhora és una activitat molt perillosa, ja que si no seguim al peu de la lletra els consells de seguretat, podem patir lesions molt greus i permanents que poden variar des d'un envermelliment dels ulls fins a una ceguesa total.
Les mesures de compliment obligat en tota observació solar són:
- No mirar mai directament al Sol.
- No mireu mai directament el Sol a través d'ulleres fosques, pel·lícules vetllades, radiografies o vidres fumats amb una espelma.
- No mireu mai directament el Sol a través de lents, lupes, oculars, bessons, prismàtics, telescopis ni altres aparells d'ampliació d'imatges.
- No mireu mai directament el Sol a través del visor de les càmeres fotogràfiques, encara que aquesta sigui del tipus rèflex, llevat que es disposi d'un filtre adequat, i mai més d'un minut seguit.Eclipsi total de Sol a Valcheta, Argentina. El fenomen es va registrar el 14 de desembre de 2020.

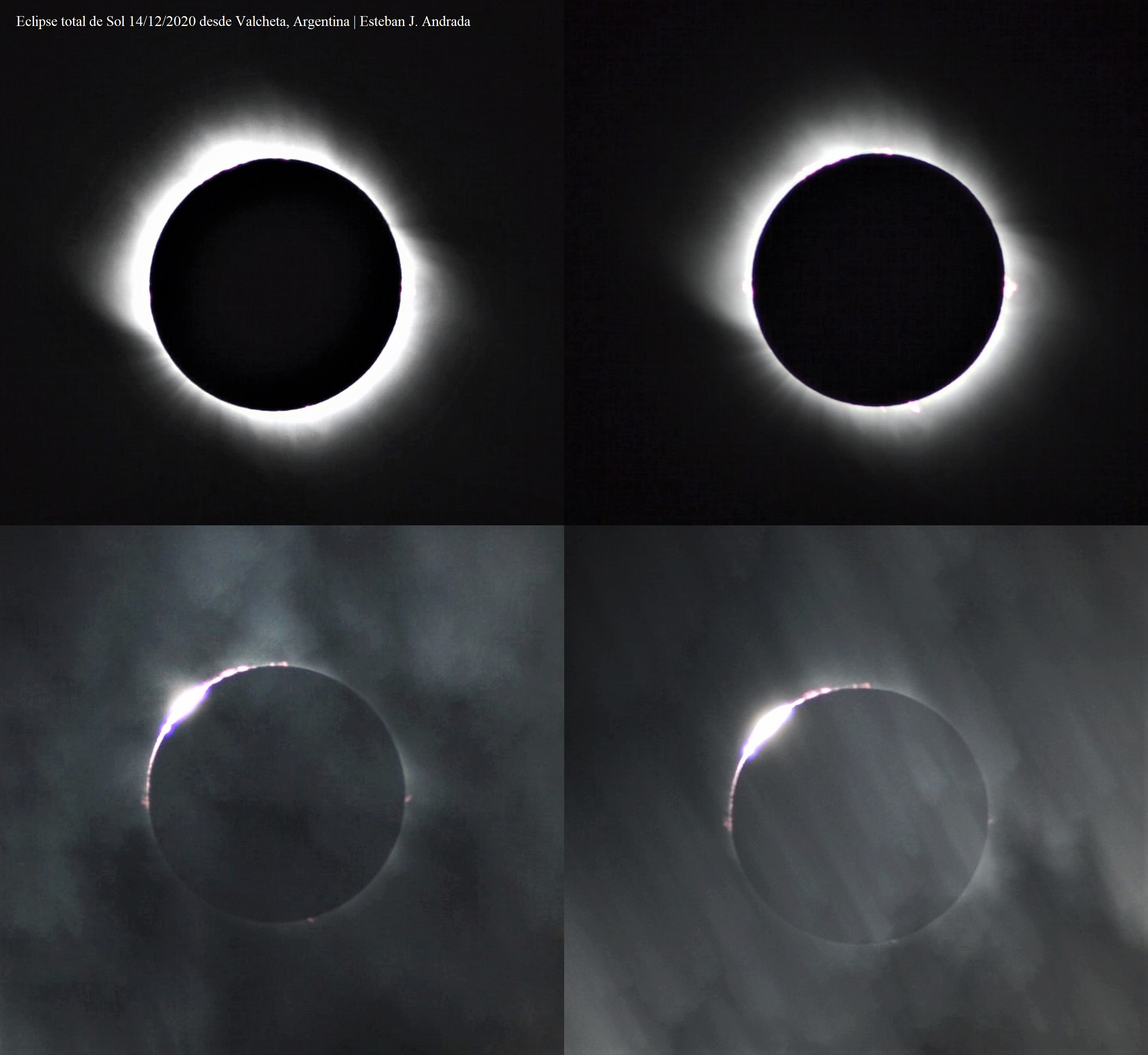
Eclipsi total de Sol a Valcheta, Argentina. El fenomen es va registrar el 14 de desembre de 2020.

Un cop conegudes aquestes mesures de seguretat bàsica, s'ha de saber que per fotografiar el Sol serveix qualsevol càmera de control manual, especialment les del tipus SLR, sent preferibles els objectius de distància focal llarga, de manera que es pugui impressionar el Sol més gran possible. Hem de saber que el diàmetre lunar en pel·lícula és el mateix que el solar, podent emprar aquesta taula per calcular quina serà la seva grandària final en el negatiu ja imprès.
L'objectiu ideal és un 500 mm, ja que ens permet una imatge de gairebé 5 mil·límetres, amb bones possibilitats d'ampliar-la si volem crear un pòster de la nostra feina.
Per prendre imatges del Sol, sigui d'un eclipsi o de les taques solars, hem de tenir bons filtres solars que ens protegeixin de la radiació infraroja.
Molt s'ha parlat sobre els filtres casolans, si bé és molt important dir que només són segurs aquells filtres destinats únicament a la funció de filtrar la llum, deixant les radiografies, els vidres fumats, els negatius velats i altres de similars per a altres funcions que no siguin assegurar la nostra vista.
L'ideal és fer servir unes ulleres d'eclipsi, fabricades expressament per observar aquest tipus d'esdeveniments i de venda en òptiques a un preu molt assequible, o un filtre del tipus mylar, ideat per a l'observació i la fotografia solar, si bé podem disposar com a substitut d'un vidre inactínic de soldadura elèctrica de to superior a dotze, ja que els inferiors no protegeixen de les fatals radiacions.
Convé recordar que no hem d'observar mai a través d'aquests filtres més d'un minut seguit. Els filtres han de ser instal·lats necessàriament davant de l'objectiu del telescopi, i mai darrere de l'ocular, ja que correm el risc que la calor concentrada per les lents faci esclatar el vidre del filtre amb el consegüent perill de lesions als ulls.
Si utilitzem una càmera amb teleobjectiu, el filtre haurà d'anar instal·lat de manera estable davant de l'òptica; per això cal disposar d'una màquina del tipus rèflex o SLR que ens permeti observar just el que fotografiarem.
És recomanable fer servir un film de baixa sensibilitat, entre 50 i 100 ASA, o menys si és possible.
Com que la brillantor de la superfície solar no pateix variacions al llarg de l'eclipsi, no cal compensar l'exposició excepte durant les breus fases de totalitat, en què caldrà obrir en un parell de punts el diafragma.
Sempre és recomanable fer assaigs previs amb la pel·lícula escollida, per així calcular els temps d'exposició i els diafragmes necessaris per a una bona presa.

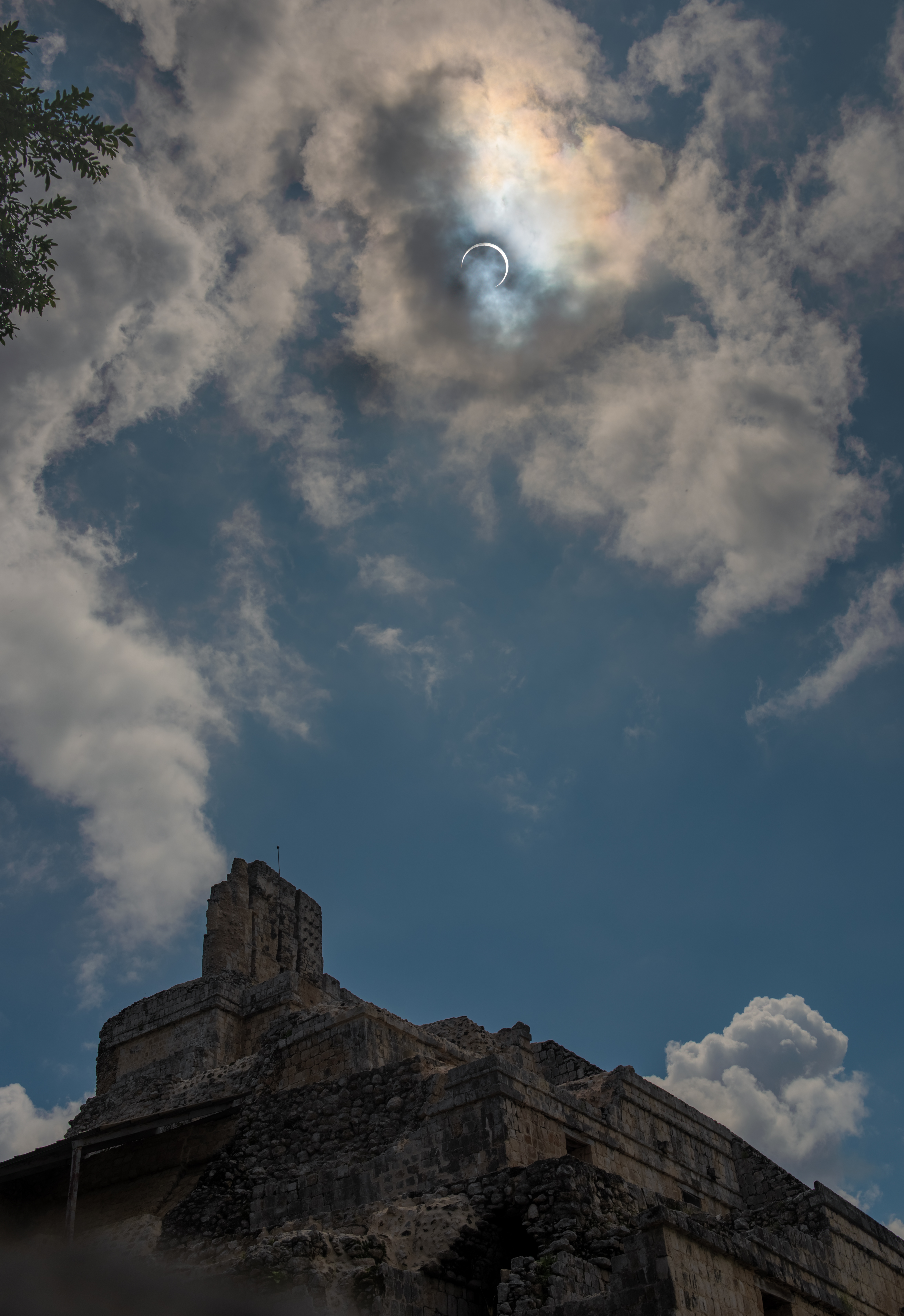
Eclipsi anul·lar de 2023 des d'Edzna, Campeche, Mèxic.

El que segueix és una taula per a la fotografia d'un eclipsi solar amb film de 100 ASA (21 DIN) a f11.
- corona externa: 2 segons
- corona interna: 1/4 segon
- protuberàncies: 1/60 segon
- anell de diamants: 1/25 segon
- cromosfera: 1/500 segon
- perles de Baily: 1/1000 segon

Una bona opció per documentar un eclipsi és fer totes les preses en un únic negatiu, i cal disposar llavors d'una càmera capaç de fer exposicions múltiples.
Atès que el Sol es mou al cel a una velocitat de 15 graus per hora, amb un objectiu de 35-50 mm l'astre anirà passant pel camp de visió. Si orientem la càmera en direcció sud, de manera que el Sol recorri en diagonal el fotograma, farem servir una mica més de tres hores per omplir el negatiu amb diferents imatges solars i amb diferents fases igualment.
Per obtenir imatges clares, cal disparar l'obturador cada 5 minuts, i és imprescindible que la càmera estigui disposada en un trípode estable, i que les preses es facin amb l'ajuda d'un disparador de cable per evitar vibracions. Quan el Sol es troba a la franja de totalitat, es traurà el filtre, fent una imatge d'un segon d'exposició per ressaltar la corona en la seva màxima esplendor.
Si no disposem d'una càmera d'exposicions múltiples, podeu seguir el Sol manualment, i realitzar imatges cada 10 minuts, obtenint així una gamma completa d'imatges solars en les diferents fases.

## Galeria d'imatges
- Animació de l'eclipsi solar del 3 de novembre de 2013
- Animació de l'eclipsi solar del 22 de juliol de 2009
- Animació de l'eclipsi solar de l'1 d'agost de 2008
- Animació de l'eclipsi solar del 3 d'octubre de 2005
- Animació de l'eclipsi solar del 29 de març de 2006
- Animació de l'eclipsi solar del 4 de gener de 2011
- Animació de l'eclipsi solar del 11 de juliol de 1991
- Animació de l'eclipsi solar del 14 de desembre de 2020
- Animació de l'eclipsi solar del 26 de febrer de 2017
- Eclipse solar del 5 de febrer de 2000
- Trànsit de l'eclipsi solar de l'11 de setembre de 2007

## Recents i propers eclipsis de sol
- 2008 - 1 d'agost, 10:21 (UTC) - eclipsi de sol total, visible en algunes regions de Groenlàndia, Canadà, Alaska, Sibèria, Mongòlia i Xina.
- Eclipsi anular del 26 de gener del 2009,
- Eclipsi total del 22 de juliol del 2009,
- Eclipsi total de l'11 de juliol del 2010,
- Eclipsi solar del 4 de gener de 2011,
- Eclipsi anular del 20 de maig del 2012,
- Eclipsi solar del 10 de maig del 2013,
- Eclipse solar del 14 d'octubre de 2023,
- Eclipsi solar de l'1 juliol del 2057.